# Morea Veneziana
Il Regno della Morea o Morea Veneziana era il nome ufficiale che la Repubblica di Venezia diede alla penisola del Peloponneso nel sud della Grecia (conosciuta come Morea fino al XIX secolo) quando fu conquistata all'Impero ottomano durante la prima guerra di Morea (o sesta guerra turco-veneziana) nel 1684-1699. I veneziani tentarono, con notevole successo, di ripopolare la regione e far rifiorire l'agricoltura e l'economia, ma nonostante questo non furono in grado di ottenere la fedeltà della maggior parte della popolazione, né di assicurarsi il loro nuovo possesso militarmente. Successivamente fu riconquistata dagli Ottomani con la seconda guerra di Morea (o settima guerra turco-veneziana) nel 1715.

## Premessa
La terra di Morea era ben conosciuta dalla Repubblica di Venezia. Con la Quarta Crociata (1203-1204) la Serenissima acquisì il controllo delle fortezze costiere di Modone e Corone, Nauplia e Argo. Tali fortezze rimasero alla Serenissima anche quando il resto della penisola greca fu conquistato dai turchi ottomani nel 1460, ma furono successivamente persi nella prima, seconda e terza guerra ottomana-veneziana. Negli anni successivi, gli ottomani riuscirono a strappare via gli altri possedimenti veneziani dello Stato da Mar ed in particolare Cipro con la Guerra di Cipro (quarta guerra turco-veneziana) e successivamente Creta con la guerra di Candia (quinta guerra turco-veneziana).
Nel 1684, Venezia si unì alla Lega Santa e dichiarò guerra all'Impero ottomano iniziando la sesta guerra turco-veneziana o anche guerra di Morea.
Capeggiati da Francesco Morosini, che aveva gestito la caduta di Candia a Creta, i veneziani approfittarono della debolezza ottomana impegnata nella guerra ottomano-asburgica, conquistando rapidamente l'isola di Leucada (Santa Maura) nel 1684.
Nel 1685 Morosini sbarcò sul Peloponneso e in due anni, aiutato anche dalla popolazione greca, prese il controllo della penisola e delle sue fortezze.
Una successivo attacco veneziano nella Grecia continentale orientale riuscì anche a catturare Atene, ma dovettero desistere davanti alle mura di Calcide (Negroponte).
Successivamente il conflitto divenne una guerra di imboscate e di guerriglie, di incursioni e contromosse da entrambe le parti. Il conflitto si concluse con la firma della Pace di Karlowitz tra gli Ottomani e la Lega Santa. La Repubblica di Venezia teneva la Morea, Santa Maura e l'isola di Egina.

## Organizzazione della nuova provincia

### Amministrazione

La divisione amministrativa del "Regno della Morea"

Nel 1688, controllando l'intera penisola, i veneziani nominarono Giacomo Corner come provveditore generale della Morea per amministrare il territorio. Corner si trovò davanti ad un grosso problema demografico. La popolazione era fuggita prima della guerra: 656 villaggi su 2.115 erano abbandonati. Inoltre la popolazione musulmana aveva abbandonato la penisola per andare nell'impero ottomano. Anche la città di Patrasso era rimasta con soli 1.615 abitanti (25.000 prima della guerra). Le uniche zone popolate erano la Corinzia e la penisola di Mani (il cosiddetto dito medio del Peloponneso). Il resto della Morea contava solamente 86.468 abitanti nel 1688, su una popolazione prebellica stimata di 200.000 individui.
Altre fonti, come l'inglese Bernard Randolph, che visse in Grecia nel 1671-1679, valutarono la popolazione della Morea dell'epoca prebellica pari a 120.000 abitanti, di cui un quarto musulmano e il resto cristiano.
Un'altra spiegazione deriva dal declino demografico che era in atto in tutto l'Impero ottomano nel 17 ° secolo, anche per l'uso degli abitanti greci da parte degli Ottomani, soprattutto nella Marina, durante la lunga guerra di Creta.
La Serenissima inviò tre senatori (Girolamo Renier, Domenico Gritti, Marino Michiel) sotto la supervisione di Corner per aiutarlo a riorganizzare l'amministrazione provinciale, rianimare le autorità locali, compilare un catasto e risolvere le controversie sulla terra. In seguito la penisola venne divisa in quattro province:
- La Romania, nel Peloponneso nordorientale, con capitale Nauplia (Napoli di Romania), e i distretti di Argo, Corinto, Tripoli e Hagios Petros in Zaconia
- Laconia, nel sud-est, con capitale Malvasia e i distretti di Mistra, Vordonia, Passavasa e le roccaforti di Chielafà e Zarnata.
- Messenia, nel sud-ovest, con capitale Navarino, e distretti di Modone, Corone, Androusa, Calamata, Leontari, Caritena, Ano Fanari, Kyparissia e Navarino
- Acaia, nel nord-ovest, con capitale Patrasso, e i distretti di Aigio, Kalavryta, Gastouni e Patrasso.

Ogni provincia e distretto era sotto il comando di un provveditore che era l'autorità civile e militare. Tale carica era affiancato da un Rettore responsabile della giustizia e per finire dal Camerlengo che si occupava delle finanze. Al "Regno di Morea" venne inoltre accorpata anche l'amministrazione delle isole di Cerigo e Cerigotto, al largo della costa sud-orientale del Peloponneso, che era dominio dello Stato da mar fin dal 1204.

#### Elenco deiprovveditori generalidella Morea
Il titolo ufficiale del governatore generale veneziano della Morea era Provveditore generale delle Armi la cui sede era a Nauplia. All'inizio il Provveditore fu affiancato da due provveditori straordinari.

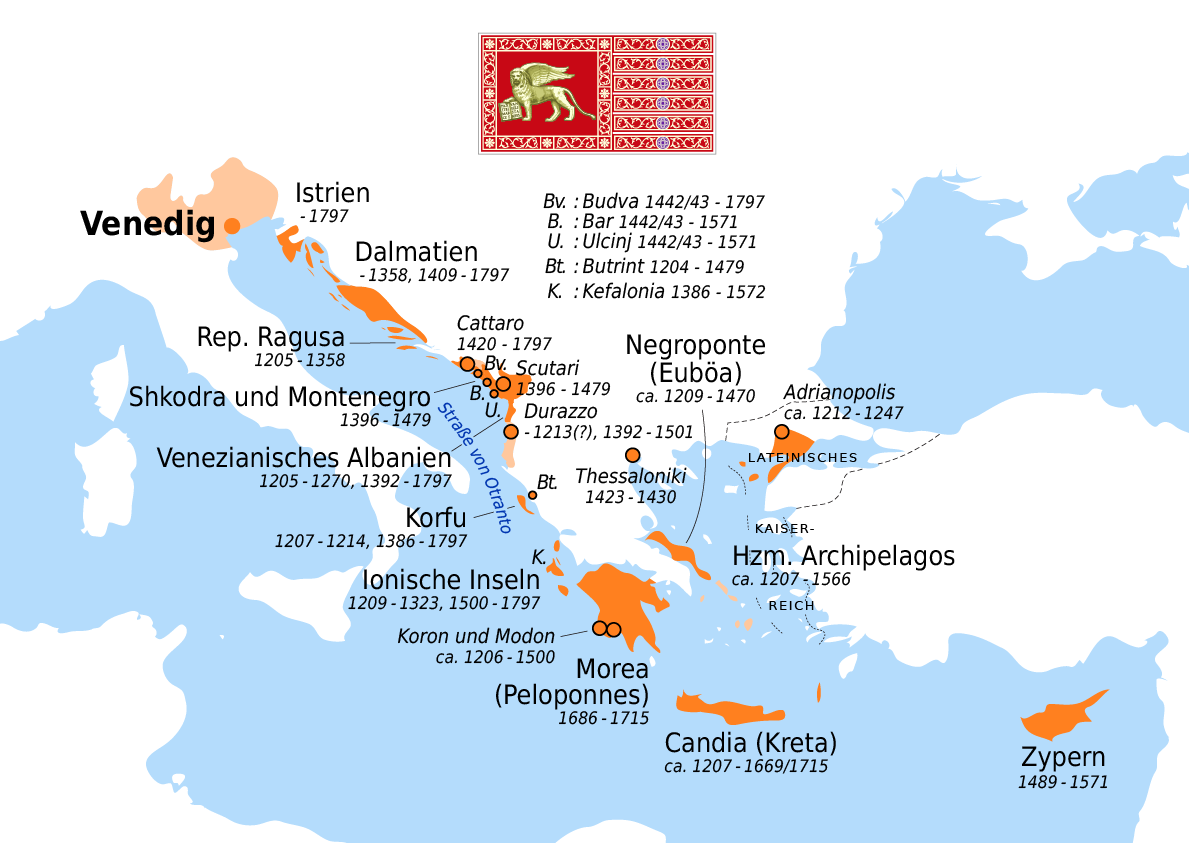
Stato da Mar Veneziano

I provveditori generali di Morea sono stati i seguenti:
1. Giacomo Corner (1688–1690)
2. Tadeo Gradenigo, provveditore estraordinario (1690–1692)
3. Antonio Molin, provveditore estraordinario (1692–1693)
4. Marin Michiel (1694–1695)
5. Agostino Sagredo (1695–1697)
6. Paolo Nani (1697)
7. Francesco Grimani (1698–1701)
8. Giacomo da Mosto (1701–1703)
9. Antonio Nani (1703–1705)
10. Angelo Emo (1705–1708)
11. Marco Loredan (1708–1711)
12. Antonio Loredan (1711–1714)
13. Alessandro Bon (1714–1715)

### Sviluppo economico e sociale

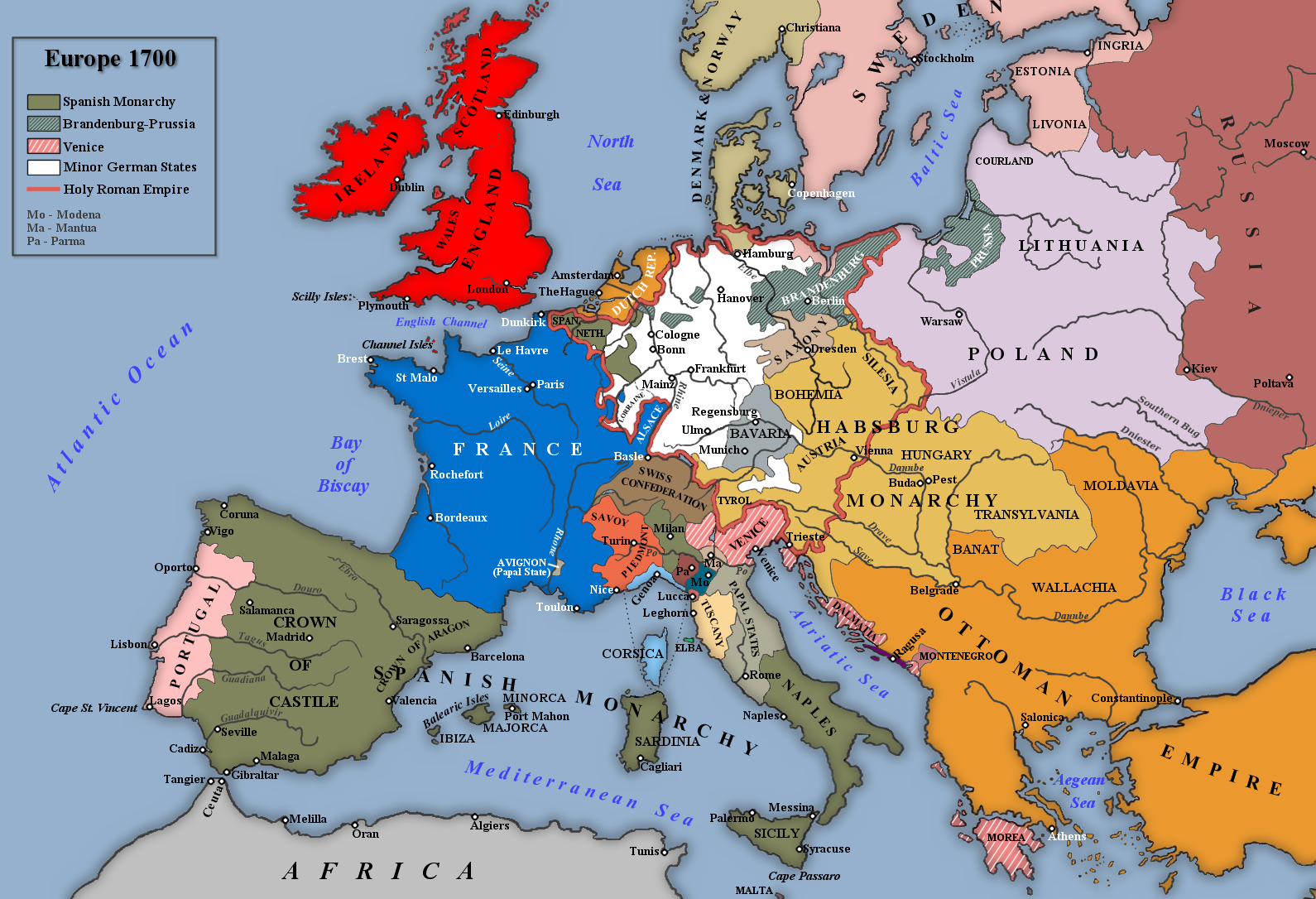
Il regno di Morea in una mappa dell'Europa nel 1700

In seguito allo sforzo di ripopolare la penisola, la Serenissima incoraggiava i greci ad immigrare dalle altre zone offrendo considerevoli concessioni di terre principalmente nell'Attica, ma anche da altre parti della Grecia centrale. In seguito circa 2.000 Cretesi, diversi cattolici provenienti da Chio, diversi cittadini veneziani dalle Isole Ionie e anche alcuni bulgari decisero di immigrare. Vengono anche citate 1.317 famiglie musulmane alle quali - una volta convertite al cristianesimo - furono assegnati diversi terreni in concessione.
Grazie a tali incentivi la popolazione riprese a crescere rapidamente. I registri veneziani registrano 97.118 abitanti nel 1691, 116.000 un anno dopo e 176.844 nel 1700. Bisogna anche rilevare che tali privilegi erano assegnati anche alle popolazioni urbane le quali videro uno spostamento delle popolazioni agrarie verso le città.
La Repubblica di Venezia si impegnò successivamente in uno grosso sforzo concertato per rilanciare e migliorare l'agricoltura e il commercio del paese. Alle famiglie di coloni furono dati 60 stremmata (6 ettari di terra circa) ciascuno, mentre agli anziani delle comunità locali ne furono assegnati 100 (10 ettari circa). Nuovi vitigni furono introdotti dalla Francia e dall'Italia e furono imposte le tasse di importazione sul vino straniero, gettando le basi per il rilancio della viticoltura e il commercio dell'uva con l'Europa occidentale. Vennero adottate anche diverse misure per sviluppare la silvicoltura e venne promossa l'industria della seta indigena.
I rapporti commerciali si svilupparono sia con la parte di Grecia ottomana sia con la costa nordafricana. Tali mercati compravano dalla Morea uvetta, cereali, cotone, olio d'oliva, cuoio, seta e cera.
L'avanzo fiscale della penisola aumentò costantemente, da 61,681 reales nel 1684-1685 a 274.207 nel 1691 e 500.501 nel 1710 di cui 3/5 venivano spesi per la Morea. Per fare un confronto, il gettito fiscale totale pagato al governo ottomano dalla Morea prima del 1684 viene stimato attorno ai 1.699.000 reales.
La notevole immigrazione durante il periodo veneziano era caratterizzata da un'intensa mobilità sociale. Bisogna rilevare che sia gli abitanti originari, sia i nuovi coloni rimasero nella classe sociale a cui appartenevano originariamente. Invece nacque una nuova classe benestante di mercanti e proprietari terrieri in gran parte provenienti da Atene, Chio e le isole Ioniche. Alcuni di questi immigrati lasciarono l'esercito ottomano come vari componenti degli spahi nel 1570 per spostarti nella Morea.
Secondo lo storico greco Apostolos Vakalopoulos, nasce in questo periodo l'oligarchia dei kocabaṣi che dominerà gli affari della penisola dalla fine del XVIII secolo fino alla Guerra d'indipendenza greca.
Paradossalmente la situazione economica peggiorò per diversi contadini sia nativi, sia immigrati a causa di debiti contratti, le irregolarità di alcuni funzionari locali, gli obblighi di corvée o la crescente scarsità di terra. Molti contadini, in particolare quelli che erano emigrati dalla Grecia centrale, scelsero di passare nei territori di ottomani attraverso il Golfo di Corinto. Ad un certo punto essi venivano accolti dalle autorità ottomane, mentre le autorità veneziane furono costrette a istituire delle pattuglie militari per fermarli.
Quando i Turchi riconquistarono la Morea nel 1715, la maggior parte della popolazione rimase indifferente, mentre i proprietari terrieri sostenevano attivamente Venezia finché molti di loro abbandonarono la penisola per emigrare nella Serenissima.
Le violenze della guerra e le sue conseguenze provocarono anche un aumento del brigantaggio in tutta la regione. Per combatterlo, le autorità veneziane arruolarono una gendarmeria locale, i meidani, ma armarono anche gli abitanti dei villaggi e formarono milizie locali, imitando il sistema armatolistico degli ottomani. Nonostante questo pero né i veneziani né i turchi riuscirono a sradicare completamente il brigantaggio composto da bande capaci di rifugiarsi in posti inaccessibili delle montagne.

### Cattolicesimo in Morea
I veneziani lasciarono completa autonomia alla chiesa greco-ortodossa ma la guardarono con diffidenza a causa della sua dipendenza dal patriarca ecumenico di Costantinopoli, sotto la stretta supervisione del sultano.
I veneziani cercarono in vari modi di limitare l'influenza del Patriarca riducendo le entrate ricevute dalla provincia e insistendo sul fatto che i vescovi della Morea fossero eletti dalle loro diocesi e non nominati direttamente dal Patriarca. Tali tentativi furono però vani.
I veneziani cercarono di diffondere il cattolicesimo nel paese convertendo in chiese cattoliche alcune moschee, facendo costruire nuove chiese e istituendo degli ordini di monaci. Bisogna citare anche la fondazione di un monastero armeno mechitarista a Modone nel 1708. Tale ordine dopo il 1715 fu trasferito nell'isola di San Lazzaro degli Armeni a Venezia. Il centro della Chiesa cattolica nella Morea era l'Arcidiocesi latina di Corinto.

### I preparativi militari

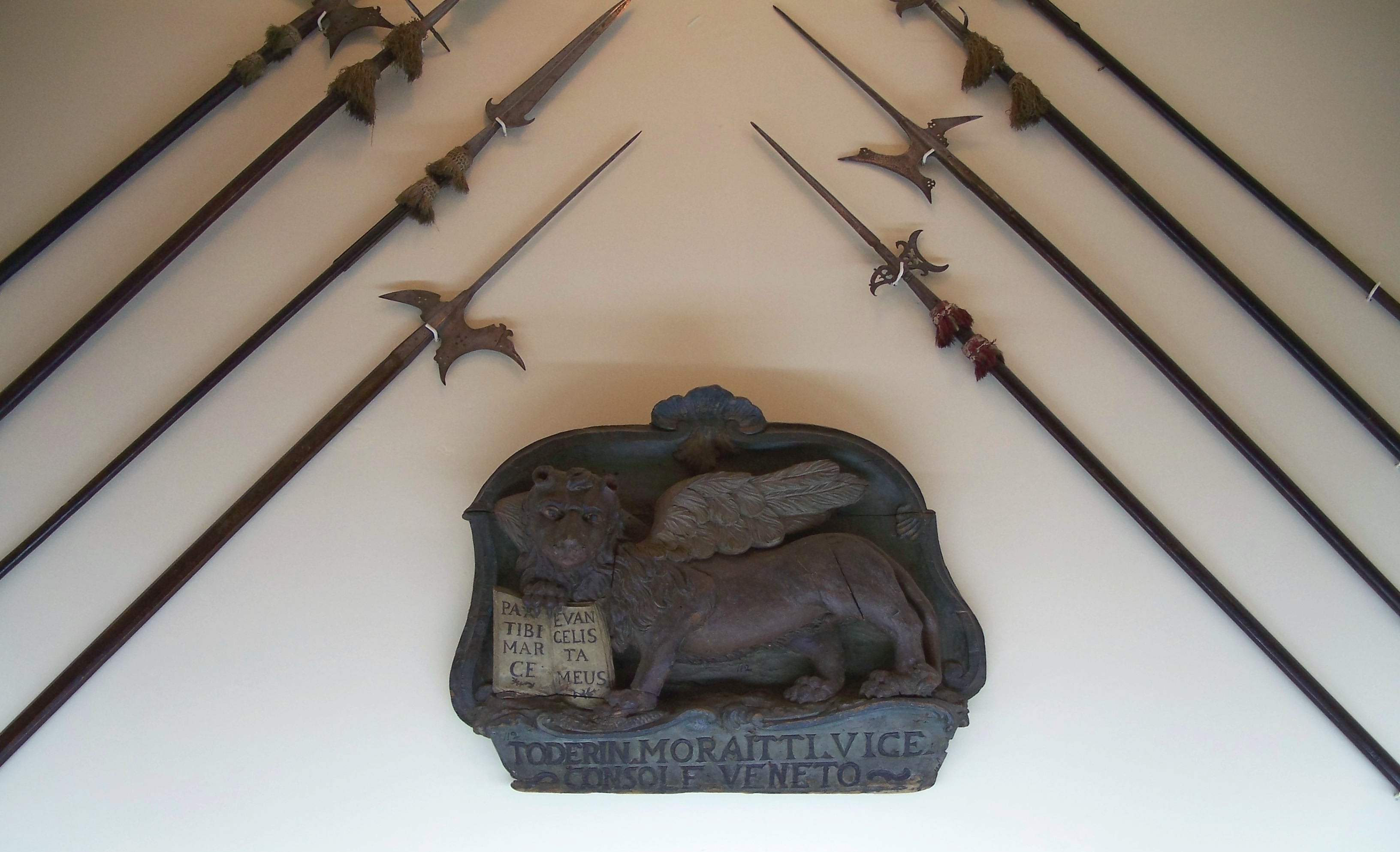
Leone veneziano di San Marco e alabarde del tempo del "Regno della Morea" nel Museo Storico Nazionale di Atene.

Nonostante avessero firmato la Pace di Karlowitz, gli Ottomani non avevano accettato la perdita della Morea. Nel 1702 giravano voci di una guerra imminente dove si parlava di truppe e rifornimenti inviati alle province ottomane adiacenti alla Morea. La Repubblica Veneziana aveva una fittissima rete di spie ed era ben consapevole delle intenzioni ottomane. Fin dall'inizio del suo dominio gli ufficiali veneziani avevano visitato le fortezze per accertare la loro capacità di resistere ad un attacco. Tuttavia, la posizione dei veneziani era affetta da problemi di approvvigionamento e morale, nonché dall'estrema carenza cronica di truppe disponibili a fronteggiare l'ondata d'urto ottomana.
Durante la guerra del 1690, le forze veneziane nella Grecia meridionale contavano solo 4.683 uomini di cui molti erano mercenari italiani europei e Greci (assunti secondo le linee del sistema della cernida veneziana). Nel 1702, la guarnigione di Corinto, che difendeva strategicamente l'istmo ossia la principale rotta di invasione dalla terraferma, contava solo 2.045 fanti e appena un migliaio di cavalieri.
Per concludere nonostante si fosse a conoscenza anche delle gravi carenze strutturali in tutte le fortezze della Morea, sembra che poco sia stato fatto per ripararle.
L'unica grande opera di difesa portata a termine dai veneziani fu la nuova cittadella di Nauplia, in cima alla collina di Palamidi che domina la città. Tale costruzione iniziò sotto la supervisione di Morosini durante la guerra di Morea. Quando scoppiò la guerra le difese della città resistettero solo per alcuni giorni contro gli assedi ottomani nel 1715.

## Riconquista ottomana
In seguito alla vittoria nella guerra russo-turca del 1710-1711 gli ottomani usarono come scusa alcuni assalti veneziani contro gli ottomani per dichiarare guerra alla Serenissima il 9 dicembre 1714. L'enorme esercito ottomano forte di 70.000 uomini sotto il comando del Gran Visir Silahdar Damat Ali Pasha, lasciò Costantinopoli per la Morea, che conquistò alla fine di giugno. Le forze veneziane composte da meno di 5.000 uomini sotto il provveditore generale Alessandro Bon e il capitano generale Gerolamo Dolfin, furono disperse tra le varie fortezze e incapaci di impedire l'avanzata ottomana. La cittadella di Acrocorinto, si arrese dopo soli cinque giorni di bombardamenti a cui fece seguito la capitolazione di Egina e Argo. Gli ottomani attaccarono quindi Nauplia, che fu catturata e saccheggiata dopo che la fortezza di Palamidi fu presa d'assalto il 20 luglio. La sua caduta segnò il destino della Morea, gli abitanti locali dichiararono rapidamente la loro fedeltà agli ottomani. I veneziani dovettero abbandonare Navarino e Corone, sperando di resistere a Modone ma la ribellione dei soldati greci e dei mercenari permise agli ottomani di prendere possesso della fortezza con facilità. Con la cattura del Castello della Morea il 16 agosto e la resa di Malvasia il 7 settembre e Cerigo, l'occupazione del "Regno della Morea" fu completata.
Cerigo fu riassegnata alla Repubblica di Venezia nel 1718, con la Pace di Passarowitz, ma la Morea rimase sotto il controllo ottomano per un altro secolo, fino allo scoppio della Guerra d'indipendenza greca nel 1821.